# Serieåret 1954

## Händelser

### September
- 15 september - Boken Barn – Serier – Samhälle av läkaren Nils Bejerot väcker långvarig debatt i Sverige om seriemagasinens skadlighet.[1]
- 20 september – Premiär för tecknade serien Mumintrollet i England, Tove Jansson, i Londontidningen The Evening News, med "Moomin and the Brigands".

### Okänt datum
- I Danmark upphör Carl Aller, efter påtryckningar från föräldrar och lärare, i mitten av året att publicera Stålmannen och Fantomen.[2]
- Comics Code Authority antas i USA för att begränsa skildringar av kriminalitet, våld, skräck, terror och sexualitet i de amerikanska serietidningarna.[3]
- I Medborgarhuset i Stockholm, Sverige hålls ett protestmöte mot serietidningar.[4]
- Barnserietidningarna Tuff och Tuss och Hacke Hackspett debuterar i Sverige.[5]
- I Storbritannien lanseras serien Melchester Rovers i serietidningen Tiger.[6]

## Utgivning

### Album
- Kusinerna Dalton (Lucky Luke)[7]
- Månen tur och retur (del 2) (Tintins äventyr)[8]
- Marsupilami blir kidnappad (Spirou)[9]

## Födda
- 27 januari - Peter Laird, amerikansk serieskapare.
- 24 februari - Jim Borgman, amerikansk serietecknare.
- 11 juni - Gunna Grähs, svensk illustratör.
- 28 juni - Benoît Sokal, belgisk serieskapare.
- 10 september - Stephen Desberg, belgisk serieskapare.
- 15 oktober - Hans Lindahl, svensk serieskapare.

## Avlidna
- 7 september - Bud Fisher, amerikansk serieskapare.
- 22 oktober - George McManus, 70, amerikansk serieskapare.

### Fotnoter
1. ↑  Hundra år i Sverige - 1954, Hans Dahlberg, Albert Bonniers, 1999
2. ↑  Nils Bejerot (9 augusti 1954). ”Barn – Serier – Samhälle”. Yle. Arkiverad från originalet den 27 september 2007. https://web.archive.org/web/20070927230016/http://www.nilsbejerot.se/BARN_SER.PDF. Läst 8 januari 2016.
3. ↑  Swecomics
4. ↑  Swecomics
5. ↑  Swecomics
6. ↑  Swecomics
7. ↑  ”Lucky Luke på svenska”. Arkiverad från originalet den 11 november 2014. https://web.archive.org/web/20141111004811/http://www.visit.se/~dampgrodan/album_kronolog.html. Läst 12 mars 2011.
8. ↑  ”Tintin”. http://en.tintin.com/albums/show/id/41/page/0/0/explorers-on-the-moon. Läst 12 mars 2011.
9. ↑  ”Spirou enligt Franquin”. Arkiverad från originalet den 23 juli 2010. https://web.archive.org/web/20100723064409/http://www.mantagraphics.com/franquin/helaalbum.htm. Läst 12 mars 2011.